# Alameda de Valencia
La Alameda (en valenciano Albereda) es una importante alameda, jardín público o paseo de la ciudad de Valencia que tradicionalmente se extiende desde los Jardines del Real hasta la Plaza de Zaragoza, bordeando la orilla norte del Jardín del Turia. Aun así, las sucesivas ampliaciones de esta avenida hasta el puerto, ahora sin el cobijo de los árboles, todavía reciben el nombre de paseo de la Alameda.

## Historia
La Alameda era parte del antiguo acceso al Palacio Real de Valencia desde la mar. Abierto el 1677, en aquella época también se le denominó el Prado de Valencia por su amplitud y en referencia al antiguo rahal o finca que abarcaba esta zona (véase Llano del Real).
A mediados del siglo XVII, la "Fábrica Nova del Riu" terminó de construir los muros y pretiles del río en esta zona (margen izquierda del río) por lo que el lugar protegido ahora de las riadas se transformó en un lugar más habitable. Finalizada la obra de construcción de los pretiles, hacia 1674 se inicia un periodo de embellecimiento público del lugar, creándose en 1677 una plaza ovalada frente al Palacio del Real, lugar que sería utilizado como lugar de festejos principalmente corridas de toros. Este espacio se situaba aproximadamente en el lugar que hoy lleva por nombre Llano del Real. Hacia 1692 la Alameda ha adquirido ya carácter de paseo público y la "Fábrica de Murs i Valls" decide embellecer el paseo en toda su extensión que por aquella época sólo llegaba hasta el Puente del Mar. Se plantan nuevos árboles y la plaza ovalada situada frente al Palacio del Real es decorada con bolas y bancadas de piedra creándose la entrada formal al Paseo de la Alameda. 
A principios del siglo XVIII, el Intendente del Reino de Valencia Rodrigo Caballero Llanes abordó una serie de mejoras destinadas a definir y mejorar un paseo arbolado que, en la margen izquierda del Turia, enlazara el Llano del Real con el arranque del camino que llevaba al Grao, en el Puente del Mar. Por eso en 1714 el intendente Caballero encarga a Lorenzo Llop la replantación de árboles y álamos. La Alameda se convierte en un frondoso paseo de 825 metros de longitud, distribuidos en dos calles de 15 metros de ancho cada uno para los carruajes, mientras que la calle central quedaba para los paseantes. Mandó construir la Ermita de la Soledad (hoy por desgracia desaparecida) y las dos torres conocidas como de los guardas que todavía se conservan. También mandaría construir un segundo óvalo o plaza, similar al ya construido que cerraría el paseo a la altura del Puente del Mar.
En el siglo XVIII se podían encontrar por tanto dos pequeñas plazas u óvalos, una a cada lado de la Alameda que la cerraban. Ambas plazas estaban circundadas por bancos de piedra. En la plazoleta más cercana al Palacio del Real, sobre dos columnas de jaspe realizadas por el cantero Domingo Laviesca entre 1715 y 1716 se colocaron los bustos de medio cuerpo de Felipe V y de su primera esposa María Luisa Gabriela de Saboya, mientras que en el lado opuesto una única columna también obra de Domingo Laviesca, recibía una escultura de cuerpo entero de Luis I, hijo de Felipe V. El busto del rey Felipe V en la actualidad se encuentra en el Museo de Bellas Artes de Valencia, las dos restantes y las columnas han desaparecido. Los bustos de Felipe V y su esposa fueron obra de Leonardo Julio Capuz (1660-1731), mientras que la escultura de su hijo Luis, fue realizada por Francisco Vergara el Mayor y estaban realizados en mármol de Génova.
Durante la Guerra de la Independencia, el paseo de la Alameda sufrió grandes daños. Desaparecieron los bustos de los óvalos, la ermita de la Soledad, la decoración arquitectónica de los óvalos y gran número de especies arbóreas, lo que motivó que una vez tomada la ciudad por los franceses, el general francés Suchet ordenará en 1812 la replantación de árboles y el adecentamiento del lugar. La responsabilidad recayó en el arquitecto municipal Cristóbal Sales que trazó un disposición ajardinada de corte clásico y diversos estilos. 
Al final de la Alameda se inauguró en 1902 la estación de Valencia-Alameda, construida por la Compañía del Ferrocarril Central de Aragón para enlazar la capital valenciana con la línea Calatayud-Teruel-Valencia. La estación se mantuvo en servicio hasta su clausura en 1968, siendo posteriormente derribada.
Durante los siglos XVIII y XIX aconteció el lugar más frecuentado por nobles y burgueses valencianos que con las suyos carrozas y berlinés se paseaban a través de sus dos calles (también denominados salones). El 1932 el Ayuntamiento de Valencia republicano contrata a Javier Goerlich para llevar a cabo su reforma. Alargó su longitud, formando un paseo de aproximadamente un kilómetro entre el Puente de Aragón y el Puente del Real. Cambió la ubicación de la fuente de los Cuatro Elementos hasta su actual ubicación. Además peatonalizó el Puente del Mar y lo dotó de unas amplias escaleras y una decoración pétrea a juego.
Hoy en día forma un paseo de poco más de un kilómetro entre el puente del Real y el puente de Aragón.

## Las torretas

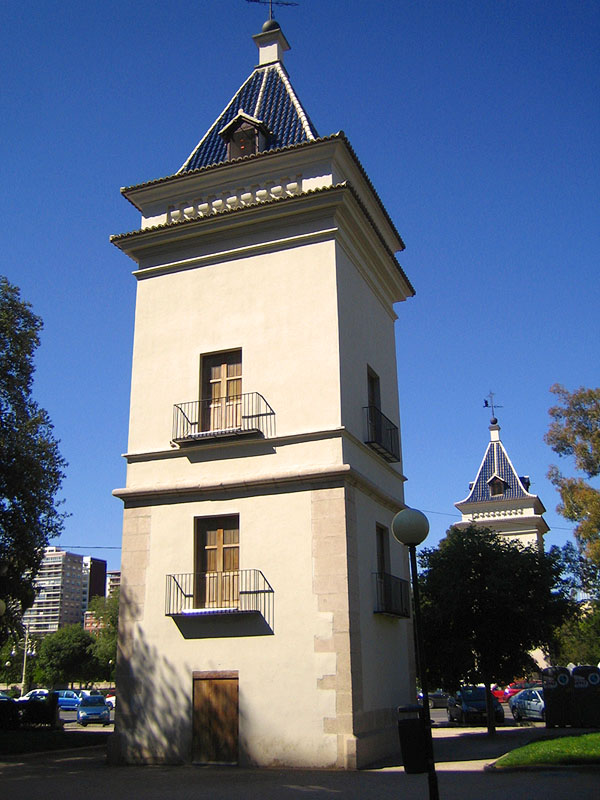
Las Torretas de la Alameda.

De la primitiva alameda se conservan las dos torres llamadas de los Guardas construidas en 1714 por orden del intendente Rodrigo Caballero y dedicadas a San Felipe y San Jaime, estaban destinadas a alojar a los arrendatarios de las huertas cercanas y del paseo en particular. El tejado de cada una tiene forma piramidal recubierta de tejas vidriadas azules. En la fachada lucen los escudos de las familias más influyentes del siglo XVIII, que simbolizan el carácter aristocrático de la nueva Valencia borbónica.

## Elementos importantes

### La Alameda histórica
La parte histórica o paseo corre desde los Viveros Municipales hasta la plaza de Zaragoza, a lo largo de 1 km. Está conectada con el paseo de la Ciudadela, en la otra orilla del río, por cinco puentes: el puente del Real, el puente de la Exposición, el puente de las flores el puente del Mar y el puente de Aragón. Se organiza en avenida principal, dos calzadas independientes de tres carriles cada una con zonas de aparcamiento tanto al centro como los bordes; dos franjas de dehesa a ambos lados; y una vía de servicio de dos carriles en sentido único (este-oeste) adosado al norte. Es aquí donde se encuentran las Torretas de los Guardas. 
La estación de metro situada debajo del puente de la Exposición, paralela a la Alameda y con accesos al mismo, fue diseñada por Santiago Calatrava adoptando el nombre en español de la antigua estación de ferrocarril Alameda que era sita a la vecina avenida de Aragón.

### La Alameda nueva

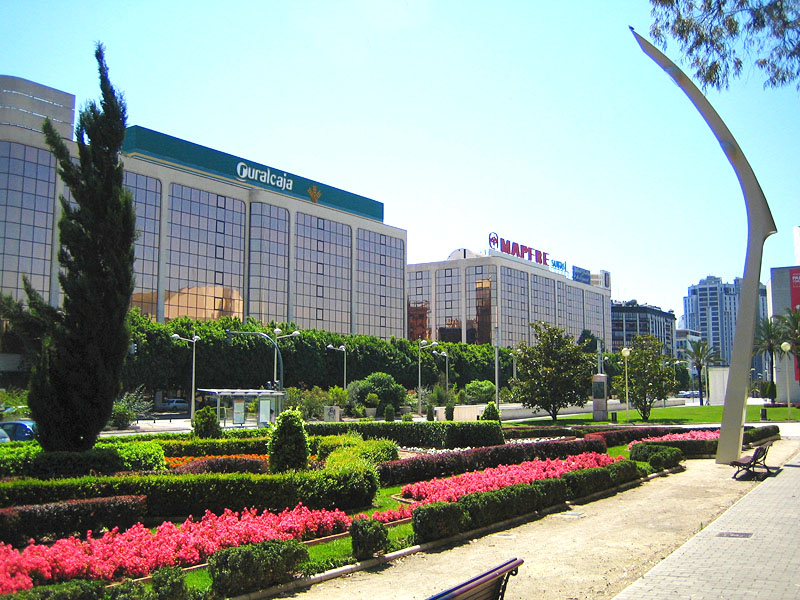
La parte nueva del paseo, con el Palau de la Música a la derecha.

La parte nueva o avenida ya sin dehesa corre entre la plaza de Zaragoza y el cementerio del Grau, y entre de ellas hay cuatro plazas giratorias con esculturas célebres como el Parotet. Tiene una largura de 2,5 km . Ofrece la entrada principal del Palau de la Música, diseñada también por Calatrava, y se sitúa unas cuántas sedes de empresas importantes además de la sede del Centro de turismo de Valencia (CdT). Comunica con la otra orilla a través de cuatro puentes: el Puente del Ángel Custodio, el Puente del Reino, el Puente de Monteolivete y el Puente de l'Assut de l'Or.